# Eder-Reaktion
Die Eder-Reaktion ist eine Reaktion der Chemie, die in der Astronomie angewandt wird. Im Jahre 1880 berichtete der österreichische Fotochemiker Josef Maria Eder (1855–1944) erstmals von dieser Reaktion, die aktinometrische Helligkeitsmessungen erlaubt.

## Anwendung
Die Reaktion ist eine photochemisch induzierte Kettenreaktion mit guter Energieeffizienz und eignet sich daher in der Astronomie zur Helligkeitsmessung von Sternen – der Aktinometrie. Dabei wird Quecksilber(II)-chlorid bei Raumtemperatur zu Kalomel reduziert:
Alternativ kann als Starter statt Lichtenergie auch ein Katalysator eingesetzt werden.

## Mechanismus
Bei der Eder-Reaktion reagiert zunächst das Quecksilber(II)-chlorid mit Kaliumoxalat in einer Ringschlussreaktion. Nach anschließender CO2-Abspaltung entsteht Kalomel [Quecksilber(I)-chlorid] als Endprodukt:
Die Eder-Reaktion wird von einigen Substanzen gehemmt. Dazu gehören Sauerstoff, Phenol und andere anorganische Chloride. Manche fluoreszierende Stoffe, Chinin, und Eisen(III)-chlorid wirken hingegen sensibilisierend.